# Stilbanthus
Stilbanthus é um género monotípico de plantas com flores pertencentes à família Amaranthaceae. A única espécie é Stilbanthus scandens.
A sua distribuição nativa é do leste dos Himalaias ao sul da China e a Myanmar.